# Streptocarpus mandrerensis
Streptocarpus mandrerensis är en tvåhjärtbladig växtart som beskrevs av Jean-Henri Humbert. Streptocarpus mandrerensis ingår i släktet Streptocarpus och familjen Gesneriaceae. Inga underarter finns listade i Catalogue of Life.